# جوليت سيمس
جوليت نيكيول سيمس (Juliet Nicole Simms) من مواليد 26 فبراير 1986.هي مغنية و كاتبة أغاني أمريكية تنتمي لفرقة (بالإنجليزية: Automatic Loveletter)‏ الفائزة في مسابقة اكتشاف المواهب الغنائية ذا فويس في موسمها الثاني.

## روابط خارجية
- جوليت سيمس على موقع IMDb (الإنجليزية)
- جوليت سيمس على موقع ميوزك برينز (الإنجليزية)
- جوليت سيمس على موقع ديسكوغز (الإنجليزية)